# Montenegró a Junior Eurovíziós Dalfesztiválokon
Montenegró eddig két alkalommal vett részt a Junior Eurovíziós Dalfesztiválon.
A montenegrói műsorsugárzó a Radio i televizija Crne Gore, amely 2001-ben lett tagja az Európai Műsorsugárzók Uniójának, és 2005-ben csatlakozott a versenyhez Szerbia és Montenegró tagjaként. 2014-től független államként vesznek részt a gyerekek versenyén.

## Története

### Évről évre
Montenegró 2014-ben vett részt először a versenyen független országként. Szerbia és Montenegró tagjaként korábban egyszer, 2005-ben szerepeltek, ahol tizenharmadikak lettek.
Montenegró első indulói, Maša Vujadinović és Lejla Vulić voltak. Versenydaluk, a Budi dijete na jedan dan tizennegyedik helyezett lett a máltai versenyen. A következő évben Jana Mirković megszerezte az ország legjobb helyezését, ami a tizenharmadik helyet jelentette. Montenegró a 2016-os versenytől visszalépett és egészen 2024-ig nem indult.
2025. június 23-án a montenegrói köztelevízió bejelentette, hogy az ország kilenc év kihagyás után visszatér a gyermek dalversenyhez.

### Nyelvhasználat
Montenegró eddigi két dalából egy montenegrói, egy pedig montenegrói és angol kevert nyelvű volt.

## Résztvevők

### Szerbia és Montenegrórészeként
Az alábbi táblázat tartalmazza azt a montenegrói dalt, mely Szerbia és Montenegró színeiben vett részt a Junior Eurovíziós Dalfesztiválon.
| Év   | Előadó      | Dal              | Magyar fordítás                | Helyezés | Pontszám |
| ---- | ----------- | ---------------- | ------------------------------ | -------- | -------- |
| 2005 | Filip Vučić | Ljubav pa fudbal | Inkább a szerelem, mint a foci | 13.      | 29       |

### Montenegróként
Az alábbi táblázat tartalmazza a független Montenegró indulóit.
| Év   | Előadó                          | Dal                      | Magyar fordítás          | Helyezés | Pontszám |
| ---- | ------------------------------- | ------------------------ | ------------------------ | -------- | -------- |
| 2014 | Maša Vujadinović és Lejla Vulić | Budi dijete na jedan dan | Legyél gyerek egy napra! | 14.      | 24       |
| 2015 | Jana Mirković                   | Oluja                    | Vihar                    | 13.      | 35       |
|      |                                 |                          |                          |          |          |
| 2025 |                                 |                          |                          |          |          |

## Szavazástörténet

### 2014–2015
| Hely | Ország          | Pont |
| ---- | --------------- | ---- |
| 1.   | Szerbia         | 19   |
| 2.   | Málta           | 16   |
| 3.   | Bulgária        | 14   |
| 4.   | Olaszország     | 13   |
| 5.   | Ukrajna         | 10   |
| 6.   | Örményország    | 9    |
| 7.   | Albánia         | 8    |
| 8.   | Észak-Macedónia | 5    |
| 9.   | Oroszország     | 5    |
| 10.  | Szlovénia       | 5    |

| Hely | Ország          | Pont |
| ---- | --------------- | ---- |
| 1.   | Szerbia         | 12   |
| 2.   | Málta           | 10   |
| 3.   | Észak-Macedónia | 8    |
| 4.   | Szlovénia       | 5    |
| 5.   | Albánia         | 1    |

Montenegró még sosem adott pontot a következő országoknak: Fehéroroszország, Horvátország,  Írország, San Marino és Svédország
Montenegró még sosem kapott pontot a következő országoktól: Ausztrália, Bulgária, Ciprus, Fehéroroszország, Grúzia, Hollandia, Horvátország,  Írország, Olaszország, Oroszország, Örményország, San Marino, Svédország és Ukrajna

## Háttér
| Év        | Rendező   | Kommentátor                                      | Pontbejelentő                                    |
| --------- | --------- | ------------------------------------------------ | ------------------------------------------------ |
| 2014      | Marsa     | Dražen Bauković és Tamara Ivanković              | Aleksandra                                       |
| 2015      | Szófia    | Dražen Bauković és Tamara Ivanković              | Lejla Vulić                                      |
| 2016–2024 | 2016–2024 | Nem vettek részt és nem közvetítették a versenyt | Nem vettek részt és nem közvetítették a versenyt |
| 2025      | Tbiliszi  |                                                  |                                                  |

## Galéria

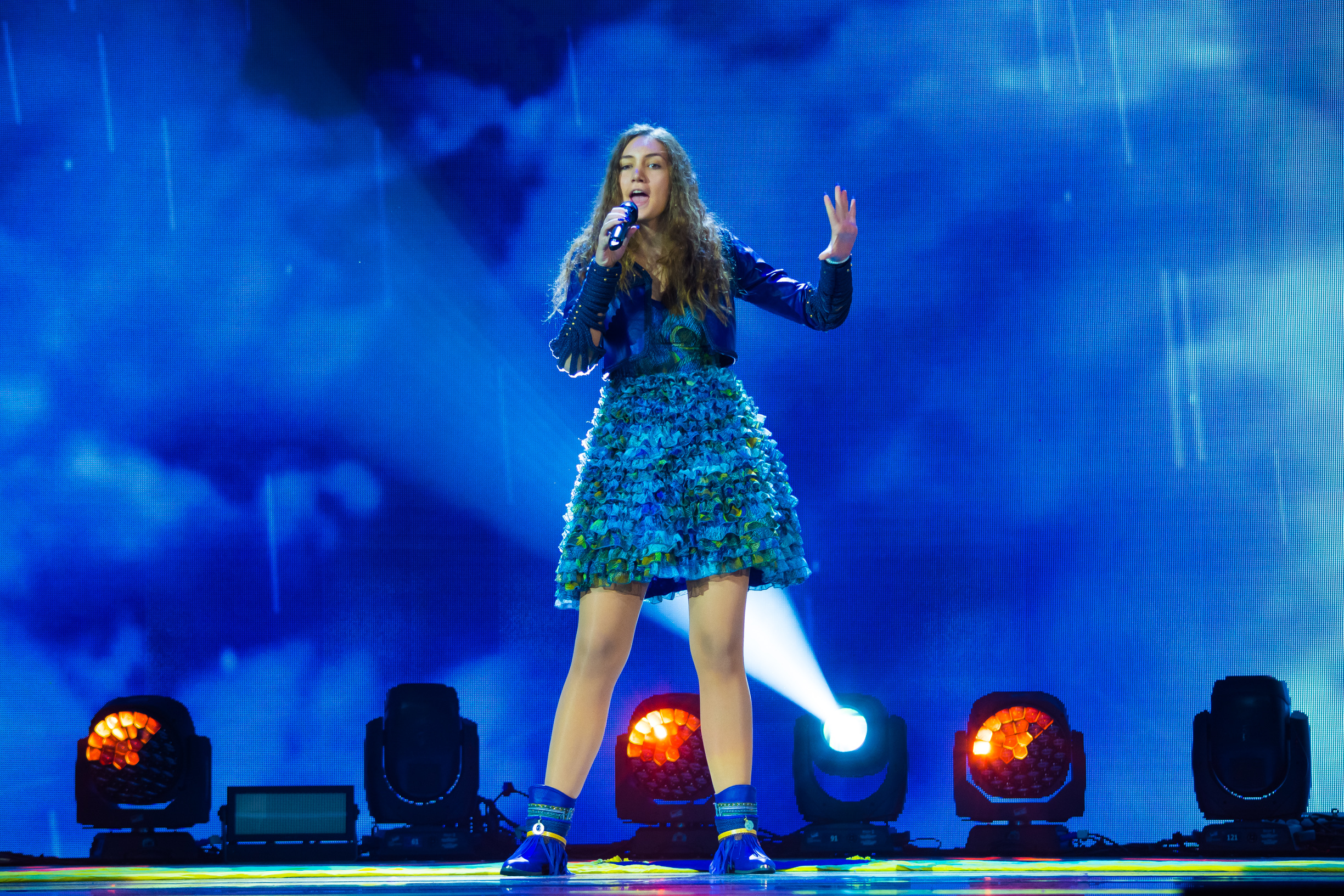
Jana Mirković Szófiában (2015)

## Lásd még
- Montenegró az Eurovíziós Dalfesztiválokon
- Szerbia és Montenegró az Eurovíziós Dalfesztiválokon
- Szerbia és Montenegró a Junior Eurovíziós Dalfesztiválokon